# Cerro Vanguardia
El yacimiento Cerro Vanguardia está ubicado en la meseta patagónica, a unos 150 km al noroeste de la ciudad de Puerto San Julián, en el Departamento Magallanes, Provincia de Santa Cruz, en la República Argentina. Se trata de una extensa explotación de más de 50 000 hectáreas en la cual se desarrollan simultáneamente trabajos de extracción a cielo abierto y subterráneos.

## Geología y mineralización
Cerro Vanguardia está emplazado en el Macizo del Deseado, una región de alrededor de 60 000 km², que constituye uno de los más extensos complejos volcánicos de la Patagonia argentina. El Macizo del Deseado es una extensa provincia riolita del jurásico medio a superior, depositado sobre un basamento de rocas metamórficas paleozoicas. Estas rocas están expuestas en aperturas de erosión a través de los sedimentos superiores cretácicos y basaltos terciario-cuaternarios.
Según informa la Facultad de Ingeniería de la Universidad Nacional de Jujuy, a través de las Fichas Técnicas publicadas por el Área de Minas, «la mineralización está alojada en rocas volcánicas de la Formación Chon Aike, de edad jurásica. Se localizaron 67 vetas, que totalizan 142 km de longitud».
Los yacimientos comprenden una serie de depósitos epitermales (depósitos de baja sulfuración) que contienen oro y grandes cantidades de plata, siendo esta última un producto secundario de la explotación.

## Explotación y reservas

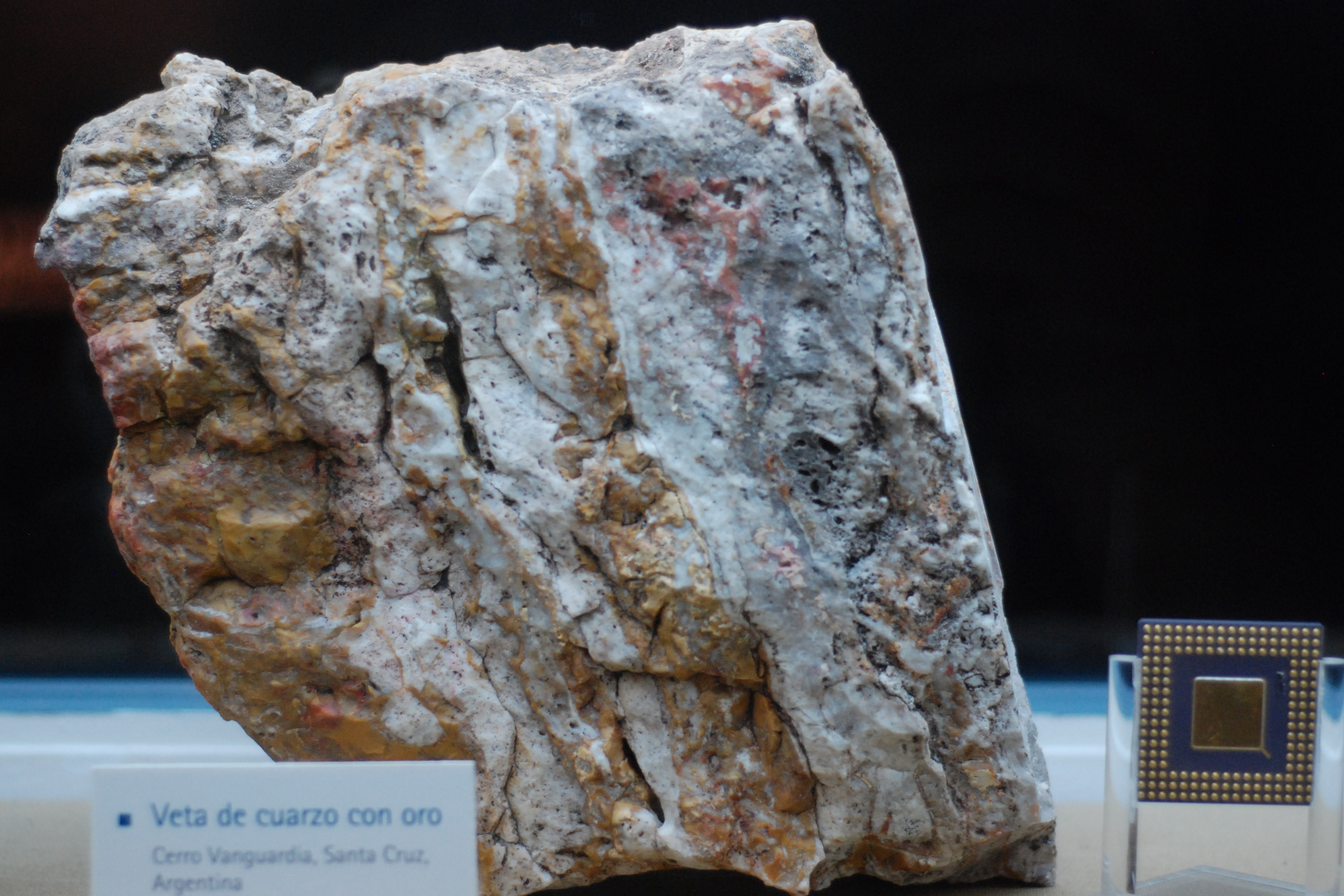
Museo de La Plata - Veta de cuarzo con oro – Cerro Vanguardia – Santa Cruz – Argentina

Cerro Vanguardia utiliza la minería a cielo abierto convencional y métodos subterráneos. La minería a cielo abierto se distribuye entre varios pozos de explotación, por lo general tres a cinco; dependiendo de la demanda de insumos minerales de la planta. Hacia el año 2014, había tres minas subterráneas operadas al mismo tiempo. Los trabajos subterráneos representaban alrededor del 20 % de la producción total.
El material extraído se transporta a la planta de procesamiento. Una primera etapa consiste en la trituración del mineral, hasta lograr unos granos de aproximadamente 6 mm. La segunda etapa consiste en la molienda de esos granos hasta obtener un polvo fino de aproximadamente 74 micrones, que será procesado a continuación mediante lixiviación.
Terminada esta etapa, el material obtenido es transportado al sector de fundición, donde se producen las barras de “bullón doré”, de unos 20 kg con una composición de 92 % de plata y 8 % de oro.
Durante el año 2014 la producción extraída de los depósitos a cielo abierto alcanzó un millón de toneladas anuales y el producto de la extracción subterránea  270 000 toneladas anuales. Se estima que durante los siguientes años disminuya la producción a cielo abierto y se incremente la producción subterránea hasta alcanzar unas 450 000 toneladas anuales después de 2016.
Los valores estimados luego de la etapa de factibilidad “permitieron definir recursos geológicos del orden de 13 000 000 toneladas con 8,9 g/ton oro y 110 g/ton plata para una ley de corte de 2 g/ton de oro. Esto implica reservas de 3 200 000 onzas de oro.”
En el año 2014, se informó que el emprendimiento generaba aproximadamente 350 empleos directos.

## Certificaciones
Cerro Vanguardia S.A. ha certificado algunas de las normas internacionales más importantes referidas a la actividad extractiva, a la seguridad y al medio ambiente:
- Código Internacional de Manejo del Cianuro para la Fabricación, Transporte y Uso de Cianuro en la Producción de Oro en su operación.
- ISO 14001 - Año 2004 Medio Ambiente.
- OHSAS 18001 - Año 2007 (OHSA: siglas de la Organización de Seguridad y Salud Ocupacional).
- ISO 9001 - Año 2008 Sistemas de calidad de Fundición y Laboratorio.

## Conflictos y controversias
Cerro Vanguardia es considerada una de las explotaciones de megaminería más seguras y que ha desarrollado una mejor relación con las localidades y comunidades cercanas. Sin embargo, se han producido algunos incidentes o controversias a lo largo del tiempo de operación:
- 2 de febrero de 2003: Derrame en el terreno de 612 m³ de un compuesto cianurado.[8]
- 30 de junio de 2009: La Corte Suprema de Justicia emite un fallo a favor del reclamo presentado por Cerro Vanguardia S.A., con el objeto de que sus accionistas no soporten la carga extra del Impuesto a las Ganancias. Este gravamen afecta a muchos trabajadores de la empresa que no están amparados por este fallo.[9]
- 29 de septiembre de 2009: Se discute la posibilidad de que mineral extraído en Río Negro sea procesado en la planta de Cerro Vanguardia, lo que equivaldría a incrementar la utilización de cianuro en Santa Cruz.[10]
- 5 de noviembre de 2009: Se cuestiona el alto consumo de agua potable en un momento de sequías generalizadas en todo el país.[11]
- 30 de junio de 2010: Incertidumbre acerca de la remediación del impacto ambiental en virtud de la dimensión del daño producido.[12]
- 14 de marzo de 2011: Derrame de solución cianurada. La empresa minera no da a conocer información detallada del incidente[13] hasta diez días después, cuando se informa que el derrame se estimaba en 200 m³ de material contaminante.[14]
- 20 de enero de 2012: Un trabajador muere a raíz de un derrumbe producido supuestamente por fallas de seguridad en la explotación subterránea.[15]
- 4 de marzo de 2013: Aproximadamente 60 trabajadores sufren un cuadro de intoxicación. No se brindan detalles sobre las causas del hecho.[16]
- 2 de septiembre de 2013: Se publica en el Boletín Oficial de la Provincia de Santa Cruz la reglamentación relacionada con el impuesto inmobiliario Minero,[17] resistida por las empresas, que tendrá una prórroga hasta julio de 2014[18] y que finalmente queda anulada por un fallo de la Corte Suprema de Justicia de la Nación en julio de 2015[19] que preserva a las empresas mineras de Santa Cruz de la aplicación del gravamen discutido.